# Осипов, Алексей Александрович (актёр)
Алексе́й Алекса́ндрович О́сипов (18 февраля 1975, Ленинград — 13 февраля 2013, Санкт-Петербург) — российский актёр театра и кино.

## Биография
Алексей Осипов родился 18 февраля 1975 года в Ленинграде в семье учёных.
Алексей, в отличие от всех своих родственников, которые всегда занимались точными науками, единственным нарушил семейную традицию: сначала поступил на биолого-почвенный факультет, но проучился там недолго и понял, что всерьёз заниматься наукой не сможет. Затем долго накапливал жизненный опыт — работал грузчиком, тренером, таксистом, моделью.
Первую роль в кино получил в 2001 году в фильме «Гладиатрикс» Тимура Бекмамбетова.
В 2002 году поступил на актёрский факультет Санкт-Петербургской государственной академии театрального искусства (ныне — РГИСИ, мастерская Льва Абрамовича Додина).
Широкая известность к актёру пришла с сериалом «Бедная Настя», в котором он исполнил роль Никиты Хворостова, конюха барона Корфа, грубоватого богатыря, безответно, но страстно влюблённого в Анну, главную героиню сериала.
Всего актёр сыграл в кино более тридцати пяти ролей, в том числе главные роли в картинах «Янтарный барон» (2007), «Двое из ларца 2» (2008), «Морские дьяволы 3» (2009), «Летучий отряд» (2009), «Коммуналка» (2011), «Товарищи полицейские» (2011) и др.
Алексей Осипов профессионально занимался лёгкой атлетикой, культуризмом, плаванием, ценил здоровый образ жизни, ежедневно тренировался. Не был женат, не имел детей.
Один из основных жизненных приоритетов Алексея — «В жизни и в работе всё должно быть интересно, красиво и так, как никто раньше не делал».

### Смерть
13 февраля 2013 года вышел на прогулку на лёд Финского залива и не вернулся домой. По факту исчезновения Осипова было возбуждено розыскное дело, актёр был объявлен в федеральный розыск как пропавший без вести. Поисками Осипова занимались полиция, добровольцы и группа активистов, состоявшая из друзей и знакомых актёра.
22 июля 2013 года тело Алексея Осипова было обнаружено у дамбы в районе города Ломоносова, 24 июля — официально опознано родственниками.
Причина смерти актёра осталась невыясненной. Версия о самоубийстве была категорически отвергнута его родственниками, однако в пользу этой гипотезы свидетельствует СМС-сообщение, отправленное Осиповым своей подруге сразу после исчезновения: «Не жди меня. Если хочешь, то продавай всё и уезжай в Финляндию». Существуют также версии о несчастном случае и криминальном происшествии.
Церемония отпевания Алексея Осипова прошла 31 июля 2013 года в Князь-Владимирском соборе в Санкт-Петербурге. Родственники попросили журналистов не снимать процедуру прощания, объяснив это частным семейным делом. Проститься с актёром пришли около полусотни человек — родные, друзья, однокурсники. Тело было кремировано, прах отдали родственникам, захоронившим его в Санкт-Петербурге на Кленовой аллее Серафимовского кладбища.

## Фильмография
1. 2001 — Гладиатрикс — Флавий
2. 2002 — Русский спецназ — Дроздов («Дрозд»), капитан спецподразделения «ГРАД» ФСБ России
3. 2003 — Бандитский Петербург. Фильм 4. Арестант — Игорь, телохранитель «Антибиотика»
4. 2003 — Не ссорьтесь, девочки! — Рома
5. 2003 — Тайны следствия 3 (фильм № 3 «Исчезновение») — Николай Колчин, сотрудник охранной фирмы «Нокс»
6. 2003—2004 — Бедная Настя — Никита Хворостов, конюх барона Корфа
7. 2004 — Ментовские войны 1 (фильм № 2 «Недетские игры») — друг Романа Шилова, бывший боксёр, специалист по электронике
8. 2007 — Последнее путешествие Синдбада — Том
9. 2007 — Ленинград — Барлоу
10. 2007 — Янтарный барон — Алексей Бушмин, бывший охранник губернатора
11. 2008 — Всегда говори «всегда» 4 — Олег Руденцов, муж Нади, гонщик
12. 2008 — Всё могут короли — телохранитель
13. 2008 — Жена по контракту — Лёша, бойфренд Натальи
14. 2008 — Ответь мне — помощник Уткина
15. 2008 — Двое из ларца 2 — Иван Волков, бывший оперативник по прозвищу «Магаданский волк»
16. 2009 — Литейный, 4 — Гордеев
17. 2009 — Летучий отряд — Андрей Грушин
18. 2009 — Морские дьяволы 3 — Александр Францевич Бурлак («Варяг»), капитан 3-го ранга
19. 2009 — Всегда говори «всегда» 5 — Олег Руденцов, муж Нади, гонщик
20. 2010 — Дыши со мной — Сергей, прораб
21. 2010 — Золотой капкан — Жереба
22. 2010 — Всегда говори «всегда» 6 — Олег Руденцов, муж Нади, гонщик
23. 2010 — Найди меня — бандит по прозвищу «Большой»
24. 2011 — Дубля не будет — Лёлик, мрачный бандит
25. 2011 — Товарищи полицейские — Иван Титов, оперуполномоченный убойного отдела
26. 2011 — Коммуналка — Виктор, бывший зэк
27. 2011 — Пряники из картошки — Александр, гастарбайтер из Белоруссии
28. 2011 — Оружие — охранник в офисе
29. 2011 — Очкарик — Сергей, начальник службы безопасности «Сибиряка»
30. 2012 — Дыши со мной 2 — Сергей, прораб
31. 2012 — Кремень — Алфёров, старший лейтенант полиции
32. 2012 — Маша и Медведь — Валерий Буянов, начальник службы безопасности
33. 2012 — Примета на счастье — Анатолий
34. 2012 — Братство десанта — Павел Горячев, ресторатор
35. 2012 — Шоковая терапия — Алексей Арсеньев, брат Михаила
36. 2012 — Моё любимое чудовище — Сергей Волков